# RBS 70
RBS 70 — переносний зенітно-ракетний комплекс, розроблений у Швеції компанією Bofors Defence (зараз має назву Saab Bofors Dynamics) і представлений 1977 року. Сьогодні використовується п'яте покоління виробу — RBS-70 NG, що було представлене 2011 року.

## Опис
Оригінальна версія, представлена 1977 року, наводилася на ціль за лазерним променем, мала дистанцію перехвату 5 км та можливість вражати цілі на висоті близько 2000 метрів. Подальший розвиток системи збільшив зону ураження та покращив можливості наведення та керування ракети.
Основні етапи розвитку ПЗРК:
- 1977 рік — представлено систему з наведенням по лазерному променю, дистанцією перехвату 5 км, на висоті 2000 м.
- 1982 рік — підвищено зону можливого ураження цілей, покращено обладнання.
- 1990 рік — впровадження ракети Mk2 (швидкість 1,6 Маха, дистанція — до 6 км, висота — до 3000 м), прилаштовуваний прилад нічного бачення, впровадження термінала управління полем бою.

- 2003 рік — впровадження ракети BOLIDE[2][3] (швидкість 2 Маха, дистанція — до 8 км, висота — до 6000 м), яка є подальшим розвитком Mk2 з новим двигуном, що дозволив збільшити швидкість та маневреність ракети. Застосування BORC тепловізора та системи IFF («свій-чужий»).
- 2011 рік — представлення п'ятого покоління RBS-70 NG з системою автоматичного відстежування та інтегрованим тепловізором.

З 2015 р. ПЗРК RBS 70 широко використовуються в рамках регулярних, багатонаціональних тактичних навчань НАТО з відпрацювання взаємосумісності ППО сухопутних військ Tobruq Legacy.

## Характеристики ЗРК
За даними виробника системи:
- Ефективна дальність: понад 9 км
- Висота ураження: 0-5000 м
- Час розгортання: 45 с
- Час перезаряджання: менш як 5 с
- Швидкість ракети BOLIDE: 2 махи
- Геометричні характеристики ракети BOLIDE: довжина 132 см (без прискорювача), діаметер 10,6 см, розмах хвостового оперення 32 см, вага 15 кг.
- Вага пускової установки: 35 кг, оснащується оптичним візиром та тепловізором.

## Модифікації
Актуальною модифікацією системи, що використовується з 2011 року є RBS-70 NG. ПЗРК п'ятого покоління має можливість автоматичного відстежування повітряних об'єктів, що забезпечує вищу імовірність влучання і менше часу на навчання оператора на тренажерних комплексах.
Нова система може експлуатуватися дистанційно, виконуючи завдання протиповітряної оборони на стаціонарних позиціях, а також застосовуватися проти наземних легкоброньованих цілей, оскільки бойова частина ракети, окрім того, що є осколковою, має і фугасну дію.

## Оператори
Станом на початок 2022 року замовникам у 19 країнах було поставлено 1600 пускових установок та понад 17000 ракет.
- Австралія
- Аргентина
- Багамські Острови
- Бразилія
- Індонезія
- Іран
- Ірландія
- Латвія
- Литва
- Німеччина
- Норвегія
- ОАЕ
- Пакистан
- Сінгапур
- Таїланд
- Туніс
- Україна
- Фінляндія
- Чехія
- Швеція

### Аргентина
RBS 70 надійшов на озброєння аргентинських ВМС у 1984 році. На початку 2022 року було підписано угоду з придбання найновішої на той час модифікації RBS 70 NG для потреб не лише ВМС країни, а і сухопутних та повітряних сил. Окрім власне самих пускових установок і ракет, буде також придбано навчальні матеріали, симулятори тощо.

### Бразилія
У червні 2021 року бразильська армія мала отримати свою першу вогневу установку зенітної системи RBS 70 NG, що складається з постаменту, прицільного пристрою та тренажерів.

### Україна
У березні 2023 року стало відомо про появу даного комплексу в бійців 88 ОМБр. Кількість та країна-донор невідомі. У квітні того ж року пресслужба 88 ОМБр поширила фото РЛС PS-70 (Giraffe 40), разом з якою можливе ефективне застосування пускових установок RBS 70 та зенітних артилерійських установок Bofors L70.
Відомо про наявність RBS 70 у 47 ОМБр «Маґура». 17 серпня 2023 року було повідомлено про збиття російського ударного гелікоптера Ка-52 за допомогою ПЗРК RBS 70 бійцями 47-ї ОМБр поблизу населеного пункту Роботине Запорізької області.

## Галерея

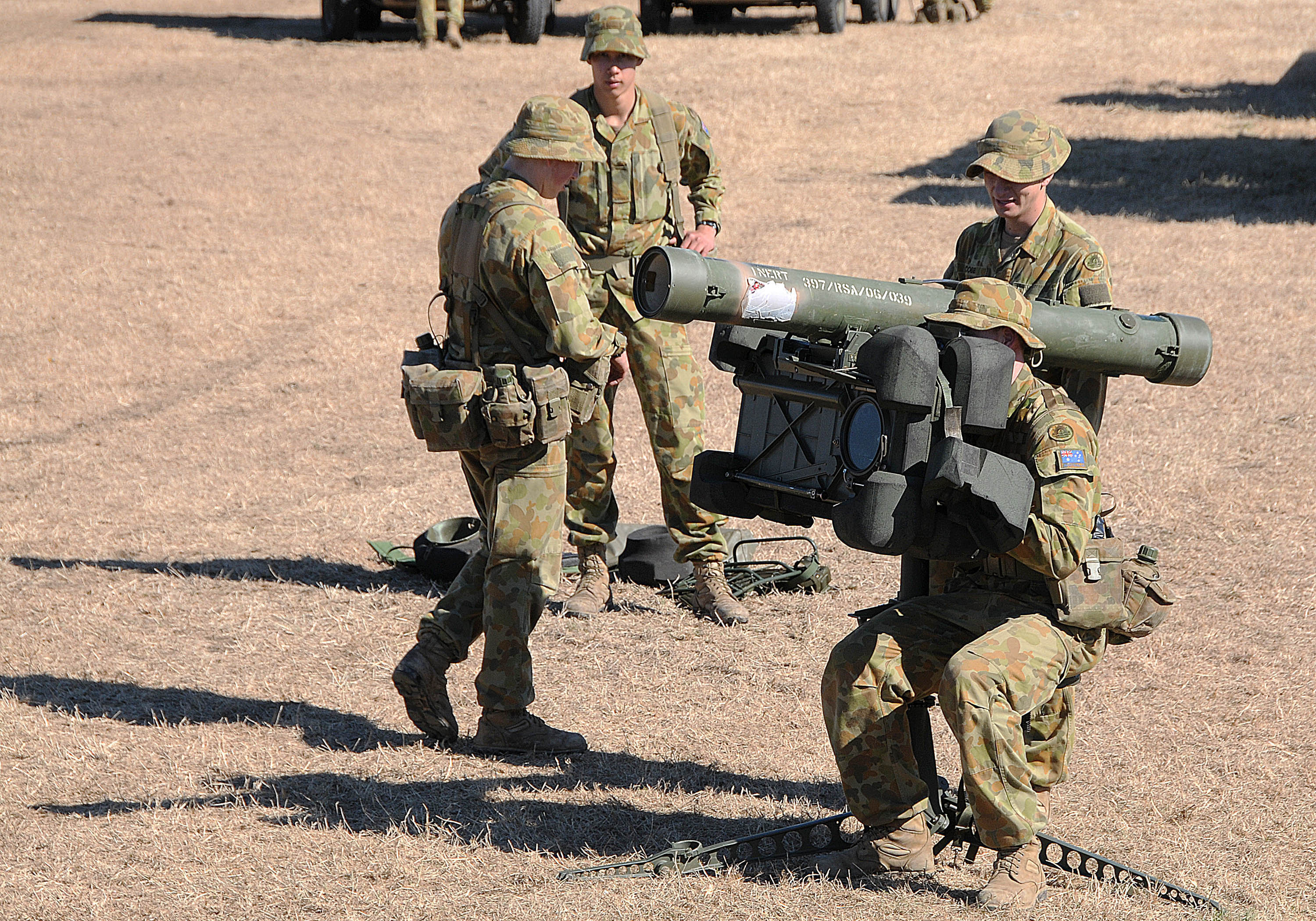
Комплекс RBS 70 сухопутних військ Австралії, 2011 р.
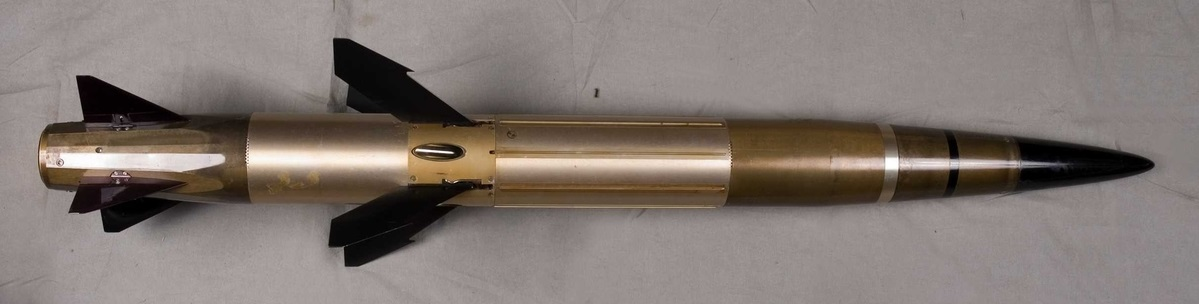
Зенітна ракета одної з модифікацій RBS-70